# Самоуправство
Самоуправство — самовольное, нарушающее установленные нормы и правила, совершение лицом действий, правомерность которых оспаривается другим лицом или организацией.
Самоуправство может иметь место как при осуществлении права, которым гражданин обладает на законном основании, если нарушается установленный порядок его реализации (например, когда в целях взыскания долга кредитор забирает вещь, принадлежащую должнику, без согласия на то должника и без решения суда), так и в случае, когда лицо ошибочно считает, что вправе совершить некоторые действия.
Как самоуправство также должны рассматриваться достаточно распространённые в настоящее время случаи, когда в целях взыскания долга кредиторами или нанятыми ими лицами применяется насилие к должникам. По своим объективным признакам такое действие сходно с разбоем, грабежом или вымогательством, однако поскольку насилие в данном случае является лишь способом реализации принадлежащего лицу имущественного права, такие действия должны рассматриваться как самоуправство. Если при этом причинён тяжкий или средней тяжести вред здоровью потерпевшего, эти действия нуждаются в дополнительной квалификации по соответствующим статьям УК.
В России, в зависимости от последствий, самоуправство является административным правонарушением или преступлением.
Аналогичные действия, совершённые должностным лицом или лицом, выполняющим управленческие функции в коммерческих и иных организациях могут расцениваться как разновидность злоупотребления полномочиями или превышения полномочий (только для должностных лиц).